# Blanca (Murcia)
Blanca ist eine Gemeinde in der spanischen Region Murcia in der Comarca Vega Alta del Segura. Blanca hat eine Fläche von 87,3 km² und 6.825 Einwohner (Stand: 2024).

## Lage
Die Gemeinde Blanca grenzt an:
| Ricote | Abarán                                      | Abaran  |
| Ricote | Kompassrose, die auf Nachbargemeinden zeigt | Fortuna |
| Ulea   | Ulea                                        | Ojos    |

## Geschichte

### Bis 1492
Mehrere Ansiedlungen der Iberer und Keltiberer nahe Bolbax, Cieza und Cabeza del Tio Pio in Archena sowie die römische Niederlassung Salto de la Novia in Ojos belegen eine Besiedlung zwischen dem 5. und 7. Jahrhundert.
Die ersten Belege sind die Überreste der Burg aus dem 11. und 12. Jahrhundert. Blanca trug den Namen „Negra“, was schwarz bedeutet, der Name bezieht sich wohl auf die schwarze Farbe des Burgberges. Die Burg wurde vom ersten König Murcias, Mohammed Ibn Mardanis, bekannt als „König Wolf“, zwischen 1155 und 1171 gebaut. Während dieser Zeit gab es zwei große Kriegszüge der Almohaden, aber auch einen wirtschaftlichen Aufschwung. Die Region Murcia und damit auch Blanca, blühte mit dem Anbau und Handel von Getreide, Weinreben, Oliven sowie der Produktion und dem Export von Metallglanz-Keramik an italienische Republiken erstmals auf.
Der goldenen Dinar, geprägt in der eigenen Münzprägeanstalt Madine Mursiyya war hier die gängige Währung. Mit dem Bau der Burg von Blanca beabsichtigte man, die Kontrolle über die Vega Alta und das Ricote-Tal zu verbessern und die Sicherheit des Königreichs zu erhöhen.
Die historische Verknüpfung mit dem maurischen Ricote-Tal ist zurückzuführen auf das Jahr 1228 mit einem Aufstand unter Führung von Ibn Hud aus Ricote gegen die Almohaden. Nach seinem Tod, zehn Jahre später, herrschte Anarchie und Gesetzlosigkeit im Königreich Murcia. Die Folge war, dass die damalige muslimische Regierung gezwungen wurde, den Alcaraz-Pakt mit Kastilien zu unterzeichnen, unter der Bedingung, sich als ein Protektorat der Krone unterzuordnen. Als Gegenleistung für ihre Treue zum König von Kastilien wurde den Muslimen die Respektierung ihres Besitzes und ihrer Traditionen versprochen. Unter Alfonso X. wurden mehrere Vereinbarungen des Alcaraz-Paktes nicht eingehalten und es kam zwischen 1264 und 1266 zu einem Aufstand der Muslime. Nach der Niederschlagung des Aufstandes wurde Ricote unter die Zuständigkeit der Stadt Murcia gestellt.

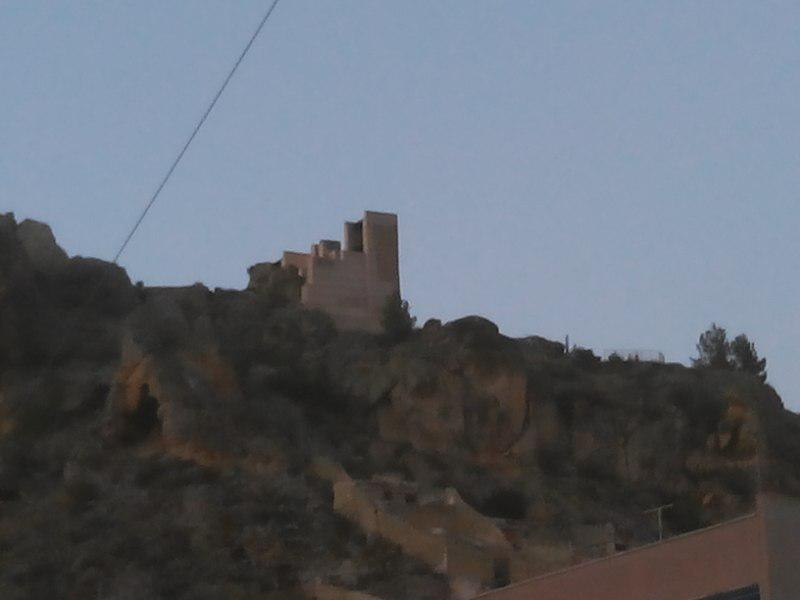
Seitenansicht des Schlosses, zwölftes Jahrhundert

Nach dem Tod des ältesten Sohnes und Erben, Ferdinand de la Cerda, begann der Streit um die Thronfolge von Kastilien zwischen den Kindern von Fernando, der Infante de la Cerda und dem Onkel, dem Infante Don Sancho. Der zukünftige Sancho IV. versprach in einem Dokument vom 25. März 1281 dem Santiagoorden, als Belohnung die Dotation des Ricote-Tals inklusive Negra (Blanca), für ihre Hilfe im Kampf um die Krone. Dies ist das erste Mal, dass der Name Negra in einem Dokumenten erwähnt worden ist: " ----- dass nur Gott mich rechtzeitig regieren lässt und Sie das Ricote-Tal mit Negra, Abaran, Ojos und Puerto de la Losilla mit allen Ländereien -----". Nach seiner Proklamation zum König, in Sevilla am 19. November 1285, löste er, sein Versprechen ein.
Es sollte kein dauerhafter Frieden entstehen, nachdem Jakob II. (Aragón) 1296 das Königreich Murcia angriff, als Vergütung für seine geleistete Hilfe an den Rivalen, dmr Infante de la Cerda, im Kampf um die Thronfolge gegen seinen Onkel. Während dieser Besitzergreifung wurden Negra und seine Burg an den Berater Bernando de Sarria übergeben, obwohl der Kommandant Ricotes und des Santiago-Ordens einen Besitzanspruch erhob. Nach dem Frieden bekam Juan Osores, der Kommandant des Santiago-Ordens, die Burg von Blanca am 19. November 1304 zurück.
Letztmals wurde der Name Negra 1315 in einem Dokument erwähnt. Der Übergang von Negra zu Blanca geschah wahrscheinlich zwischen 1353 und 1362 durch die Einflussnahme von Blanca de BorbonKönigin von Kastilien, die im Stich gelassen wurde von Pedro I., aber verteidigt wurde von Don Frederik, dem Großmeister des Santiago-Ordens und Sancho Sanchez de Moscoso, Kommandant von Ricote. Erst 1382 erschien zum ersten Mal der Name Blanca in einem Dokument, in dem der Gouverneur des Königreichs Murcia, Martin Alonso de Valdivieso, mittels Graf de Carriòn an die Verwaltung von Murcia bittet, einen Mauren aus Blanca auf freien Fuß zu setzen. Der Maure war auf Wunsch eines Juden verhaftet worden.
Die Herrschaft über Blanca und das Ricote-Tal durch den Santiago-Orden dauerte bis zum neunzehnten Jahrhundert an. Während der ersten Herrschaftsjahre bekehrte man die Muslime des Ricota-Tals zum Christentum. Man steigerte durch die einheitliche königliche Landzuweisung im Ricote-Tal die Erträge und Produktivität der Landwirtschaft. Auch die Militäraktionen im ganzen Ricote-Tal wurden besser aufeinander abgestimmt.
Dies verhinderte nicht, dass die maurische Bevölkerung Mitte des fünfzehnten Jahrhunderts durch eine militärische Instabilität beeinflusst wurde. Dies war die Ursache, dass die Truppen Blancas mit den Truppen des späteren Königs von Granada gegen das Emirat von Granada marschierten, nachdem deren Truppen in das Königreich Murcia eingefallen waren. Nach der Einforderung und Bewilligung von steuerlichen Vorteilen, kehrte die Truppen wieder nach Blanca zurück. Nach einer blutigen Plünderung in Cieza 1477 durch die Truppen von Granada zogen die Truppen von Blanca erneut gegen das Emirat. Sie kehrten erst 1492 nach der Eroberung des neuen Königreiches Granada zurück.

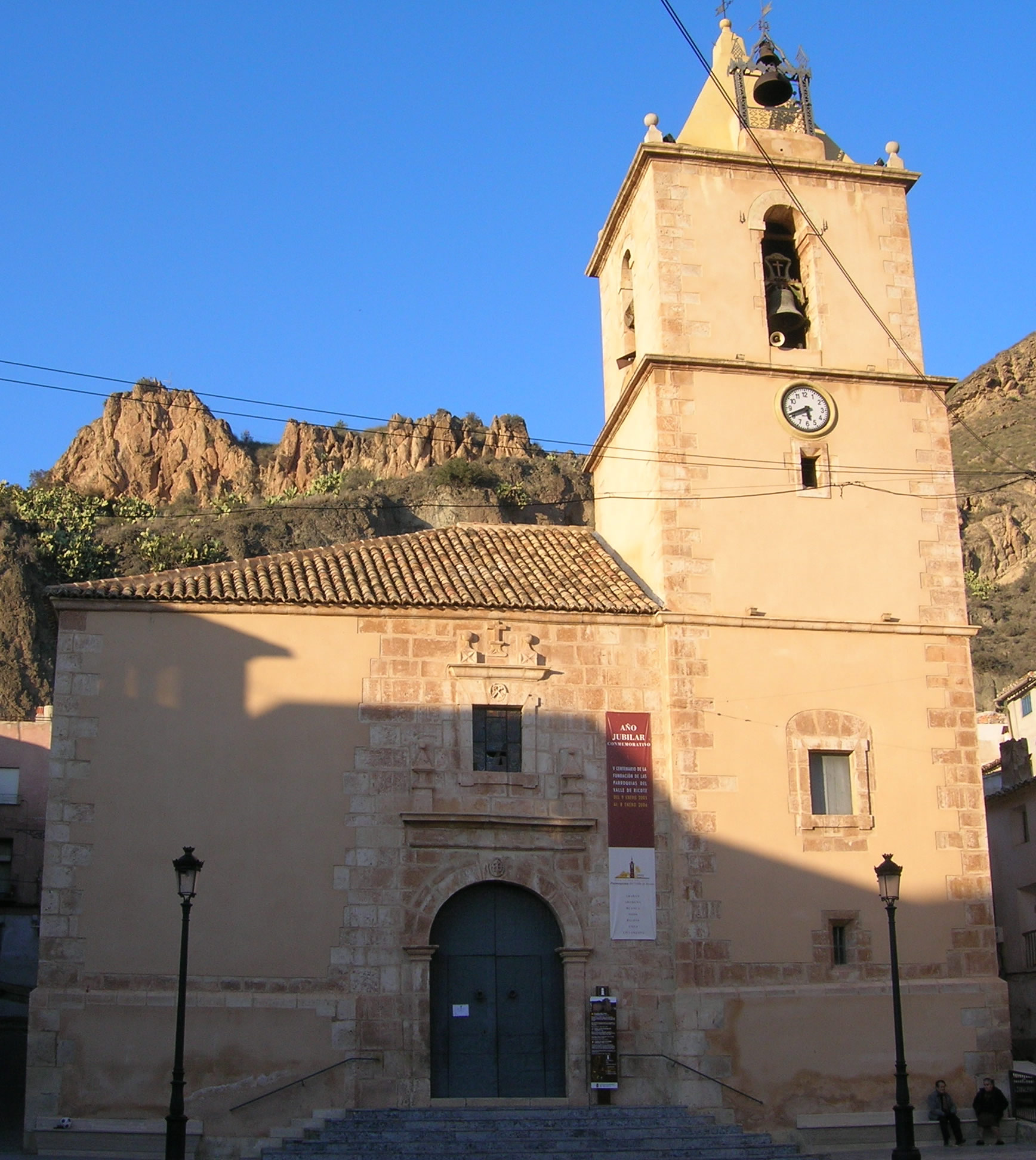
Parochialkirche Sankt Johannes der Evangelist, 16. Jahrhundert

### Ab 1492
Unter Führung der katholischen Könige Ferdinand und Isabella wurden die Juden vertrieben und man bekehrte unter Zwang alle Muslime zum Christentum. Die getauften Muslime wurden Moriske genannt. Ab 1507 wurden die Moscheen in Kirchen umgebaut. Nach ihrer Konvertierung zum Christentum erwartete die moslemische Bevölkerung eine steuerliche Entlastung, welche aber nie gewährt wurde was 1571 einen gewaltsamen Aufstand zur Folge hatte, der brutal niedergeschlagen wurde.
Im 16ten Jahrhunderts gab es besonders in der Nähe des Segura eine deutliche Bevölkerungszunahme. Am 10. August 1591 war Blanca deshalb imstande von König Philipp II. das Vorrecht von "Villazgo" kaufen zu können. Das Dorf bekam für die stolze Summe von 2400 Dukaten das Privileg, selbst einen Bürgermeister und Ratsherren zu wählen.
Der Aufschwung und die Bevölkerungszunahme verkehrte sich ins Gegenteil. Die Vertreibung der Mauren, als Folge eines 1613 durch Philipp III. erlassenen Gesetzes, trieb die Landwirtschaft von Blanca wegen des erzwungenen verlustes von Arbeitskräften in den Ruin, auch wenn in den folgenden 15 Jahren ein Großteil der Vertriebenen zurückkam. In der Figur des "El Morisco Ricote" schrieb Miguel de Cervantes ausführlich darüber.
Im achtzehnten Jahrhundert, begann Blanca sich vom Bevölkerungsverlust zu erholen und wuchs von 700 Einwohnern in 1713 auf 1378 in der Floridablanca-Volkszählung von 1786. Die Wiederbelebung kam größtenteils durch die Erträge im Obstbau und der Vermietung vom Weideland für Wandervieh der Nomaden.
Anfang des 16. Jahrhunderts wurde die Kirche, die Johannes dem Evangelist geweiht war, von den Steinmetz-Brüdern Lucas und Antonio de la Lastra wieder aufgebaut. Antonio starb 1696 in Blanca.
Nach dem Unabhängigkeitskrieg (1808–1814) wurde in 1819 das Privileg von Blanca ratifiziert vom König Fernando VII. Neun Jahre später wurde das Königreich Murcia von Gelbfieber heimgesucht und Blanca wurde vom Kapitel der Kathedrale von Murcia gewählt als Zufluchtsort, weil laut Überlieferung Blanca die Krankheit erspart bleiben sollte. Nachdem die Bevölkerung sich mit einem Gebet an Sankt Roque gewendet hatte, blieb die Krankheit Blanca erspart und Sankt Roque wurde als Schutzheiliger Blancas ernannt. Einmal befreit von der Kontrolle durch den Santiagoorden 1851 und nach den revolutionären Entwicklungen und der Wiederherstellung der Monarchie durch Antonio Cánovas del Castillo (Alfons XII.) war Blanca im Vergleich zu manchen naheliegenden Dörfern besser imstande, das neue Jahrhundert zu meistern. 1856 stellte man eine neue Brücke über den Río Segura fertig und 1869 auch den Landweg von Blanca bis zum Bahnhof. 1894 wurde die Straßenbeleuchtung installiert.
1894 wurde Blanca von einigen Erdrutschen getroffen, und mehrere Gebäude wurden vernichtet. Auch das Krankenhaus und das Armenhaus waren betroffen. Die Landschaft hatte sich völlig verändert, und deswegen wurden neue Häuser und Straßen gebaut.
Im zwanzigsten Jahrhundert ergaben sich in Blanca die gleichen turbulenten politischen und gesellschaftlichen Entwicklungen wie in der ganzen Region. Die Zweite Republik wurde 1931 proklamiert. Bei den Wahlen von 1933 gewannen die konservativen Parteien vereinigt im Spanischen Bündnis (CEDA). Die Antwort der Linksparteien ließ nicht auf sich warten. Sie stimulierten die Gründung von Gewerkschaften und sozialen Organisationen. 1934 wurde in Murcia ein Generalstreik ausgerufen mit gewaltsamen Demonstrationen in der ganzen Region. Man war sogar gezwungen in Cieza den Staatsnotstand auszurufen und im Dorf Alguazas gab es mehrere Tote. Die Wahlen von 1936 wurden von einer Koalition von Linksparteien (Volksfront) gewonnen, was heftige Konfrontationen verursachte. Diese Situation war das Vorspiel für den Bürgerkrieg am 17. Juli 1936, ausgelöst durch einen Putsch von Teilen der Armee. Genauso wie im gesamten Spanien gab es sporadisch Ausschreitungen auch mit Angriffen auf Klöster und Kirchen. In Blanca wurden das Kloster La Milagrosa und die Parochialkirche Sankt Johannes der Evangelist Ziel von Angriffen. Als Folge der Gewalt verlor Blanca eine beträchtliche Menge religiöser Kunst, vor allem Statuen. Ein Meisterwerk im Salzillo-Stil von Sanchez Tapia, "Christus festgebunden an einer Säule", wurde gerettet.
Trotz der Entscheidung für die Republik gab es in der Region Murcia wenige militärische Operationen mit Ausnahme von sporadischen Beschießungen der Häfen von Cartagena und Aguilas. Im März 1939 besetzten die nationalistischen Truppen von Franco ganz Murcia.
Vom demographischen Gesichtspunkt her betrachtet war das zwanzigste Jahrhundert für Blanca eine Zeit der Stagnation. Ein Jahrhundert zuvor hatte Blanca um die 6000 Einwohner und war im zwanzigsten Jahrhundert nahezu gleich geblieben. Zurzeit ist die Immigration essentiell, um die Bevölkerungszahl zu halten oder zu erhöhen. Dies ist nicht verwunderlich, weil die Wirtschaft in Blanca Anfang des zwanzigsten Jahrhunderts sich vollständig auf die Landwirtschaft, Espartogras- (10) und Holzverkauf stützte. Das Espartogras ist nach und nach mit dem Aufschwung von synthetischen Fasern verschwunden. Als Nebenumstände sind noch die Schließungen der Konservenfabriken in den 1970er Jahren zu erwähnen und außerdem das Verlorengehen der Holzaktivitäten. Deswegen waren und sind junge Einwohner gezwungen, anderswo Arbeit zu finden, weil praktisch niemand mehr in der Landwirtschaft arbeiten möchte.
Nur der Obst- und Weinanbau bekamen einen wichtigen Impuls durch die Umleitung des Tajo-Segura-Kanals. Aber die Einwohner von Blanca sträuben sich gegen Missgeschicke und Widrigkeiten. Gemeinsam kämpfen sie für eine bessere Zukunft mit Perspektiven und Wachstum und ergreifen auch Initiative mit kulturellen Programmen und internationalen Künstlern.

## Politik
| Partei | 2015      | 2015  | 2011      | 2011  |
| Partei | Stimmen % | Sitze | Stimmen % | Sitze |
| PP     | *         | *     | 56,21 %   | 8     |
| PSOE   | *         | *     | 31,49 %   | 4     |
| CDL.   | *         | *     | 9,72 %    | 1     |

Quelle: Spanisches Innenministerium

## Bevölkerungsentwicklung der Gemeinde
Quelle: INE-Archiv – grafische Aufarbeitung für Wikipedia

## Sehenswürdigkeiten
- Kirche Sankt Johannes der Evangelist (16. Jahrhundert)
- arabische Burg aus dem zwölften Jahrhundert
- Peña Negra (schwarzer vulkanischer Felsen mit altem Dorf)
- Museum und Art Center von Blanca (MUCAB), eine internationale architektonische Sehenswürdigkeit
- Kirche Sankt Johannes der Evangelist (18. Jahrhundert)
- Stiftung Pedro Cano
- Kapelle Sankt Roque (Barock)
- Interpretationszentrum über Wasser und Licht
- Kapelle Sankt Petrus
- Riesenwasserrad "Nuñez Miguelico"
- Landhaus "La Favorita"
- Wanderwege den Fluss Segura entlang

## Beschäftigung
- Industriegebiet Sankt Roque
- Industriegebiet Angel Prieto Oliva

## Verkehr
Die wichtigste Verbindung in der Nähe von Blanca ist die Autobahn A-30 von Albacete nach Murcia. Seit 2012 beginnt bei Blanca die Autobahn A-33 gearbeitet, wodurch die Verbindung mit Valencia sich verbessert hat.
Ab Murcia ist Blanca zu erreichen über die A30 Ausfahrt 111 Richtung Blanca, jedoch nicht über Blanca-Bahnhof, das etwa acht Kilometer von Blanca entfernt ist.
Ab Madrid über die Ausfahrt 110 der A-30 oder N-301. Ab Valencia über die Ausfahrt der A-33 oder über die N-344.
Die Eisenbahnstrecke Chinchilla-Cartagena streift das Gemeindegebiet Blancas, es gibt jedoch keinen Stopp mehr.

## Wichtige Ereignisse
- Karwoche

Wie in ganz Spanien wird die Karwoche mit tief empfundener Religiosität und beeindruckender Passion zelebriert und schreiten die Bruderschaften in Prozessionen durch die Straßen. Momentan gibt es acht Bruderschaften, fünf ältere und drei jüngere. Die jüngste Bruderschaft "Gebet im Garten" wurde 1989 gegründet, nachdem man am Karfreitag 1986 zum ersten Mal mit der Heiligenfigur "Magd von den Schmerzen" feierlich an der Prozession teilgenommen hatte. Erwähnenswert ist die Tradition in Blanca, auf die Heiligenfiguren zu bieten, wobei sich die tief religiösen Empfindungen der Menschen zeigen. Man bezahlt, um auf seinen Schultern das schwere Gewicht der Tragbahre mit ausgewählten Heiligenfiguren tragen zu dürfen.
- Kirmes in August

Im August feiert Blanca seine Sommerfeste und erneut zur Ehre vom Schutzheiliger Sankt Roque. Hier ändert sich die Bühne, und die Stiere sind die Hauptdarsteller. Das Stierrennen ist offiziell ein regionales touristisches Ereignis von Bedeutung und sicherlich der am wichtigste Feiertag von Blanca.
Das Stierrennen durch die Straßen von Blanca hat eine mehr als dreihundertjährige Tradition und ist einzigartig in der Provinz Murcia. Schon am frühen Morgen wird getanzt und gesungen und ziehen Musikkapellen durch die Straßen. Die Kirmes findet immer vor dem 15. August statt. Leben und Traditionen sind gut beschrieben worden von Angel Rios (11), dem zweiten Chronik-Geschichtsschreiber von Blanca.
- Frühlingsfeste

Nach der Karwoche beginnen die Frühlingsfeste zu Ehren des Schutzpatrons Sankt Roque, die eine Woche dauern. Die besonders charakteristischen Ereignisse sind die Krönung der Frühlingskönigin und eine Wallfahrt.
Während der Wallfahrt wird die Heiligenfigur von Sankt Roque auf einer Tragbahre auf den Schultern durch das Dorf Richtung Ermitage getragen. Die Strecke fängt bei der Kirche im Dorfzentrum an und endet außerhalb von Blanca bei der Ermitage, geweiht an Sankt Roque. Tagsüber feiert man dort und erst spätnachmittags kehrt man mit der Heiligenstatue wieder zurück nach Blanca, wo Sankt Roque unter Jubel und mit Feuerwerk eingeholt wird.
- Winterfeste

Während der Weihnachtszeit kann man in Blanca mehrere monumentale Weihnachtskrippen besichtigen. Eine der wichtigsten Weihnachtskrippen kann man im Ausstellungsraum der Cajamurcia bewundern. Eine andere sehenswerte private Weihnachtskrippe ist am Bahnhof zu besichtigen, zirka acht Kilometer von Blanca entfernt.

## Sicherheit
- Hauptquartier der Guardia Civil Zone 5: autonome Gemeinschaft der Region Murcia - Standort Blanca
- Dienst Naturschutz Guardia Civil von Blanca SEPRONA
- Policía Local
- Zivilschutz
- Amtsgericht (Juzgado de Paz)

## Städtepartnerschaften
- Anguillara Sabazia, Italien

## Bibliographie
- Ángel Ríos Martínez: Blanca, una página de su historia: Época mora. 1999.
- Govert Westerveld: Doña Blanca y Don Fadrique (1333–1361) y el cambio de Negra (Murcia) a Blanca. 2005, ISBN 84-612-6039-2.
- Govert Westerveld: Historia de Blanca, lugar más islamizado de la región murciana, años 711-1700. 1997, ISBN 84-923151-0-5. (Mit einem Vorwort von Juan Torres Fontes, Universität Murcia)
- Angel Ríos Martínez: Blanca, una página de su historia: La Parroquia. 1997, ISBN 84-923424-0-4.
- Fraile Marcos de Guadalajar: Prodición y destierro de los moriscos de Castilla, hasta el Valle de Ricote. 1614.
- Govert Westerveld: Blanca, "El Ricote" de Don Quijote: expulsión y regreso de los moriscos del último enclave islámico más grande de España, años 1613–1654. 2002, ISBN 84-923151-1-3. (Mit einem Vorwort von Francisco Márquez Villanueva, Harvard-Universität, USA)
- Miguel Cervantes de Saavedra: Don Quijote de la Mancha. Band II, 1615, Kapitel 54, 55, 63, 64 und 65.
- Govert Westerveld: Miguel de Cervantes Saavedra, Ana Félix y el morisco Ricote del Valle de Ricote en "Don Quijote II" del año 1615. 2007, ISBN 978-84-923151-5-4, Kapitel 54, 55, 63, 64 und 65. (Francisco Márquez Villanueva gewidmet)
- Francisco Márquez Villanueva: Moros moriscos y turcos de Cervantes. Bellaterra 2010, ISBN 978-84-7290-498-9.